# بطولة ساو توميه وبرينسيب 2012
بطولة ساو توميه وبرينسيب 2012 (بالبرتغالية: Campeonato Santomense de 2012‏) هو موسم من بطولة ساو توميه وبرينسيب. كان عدد الأندية المشاركة فيه 15، وفاز فيه Sporting Clube do Príncipe ‏.